# Serhiy Breus
Serhiy Petrovych Breus (en ukrainien : Сергій Петрович Бреус, né le 30 janvier 1983 à Brovary) est un nageur ukrainien spécialiste des épreuves de papillon, notamment sur 50 mètres.

## Biographie
En 2005, Sergiy Breus remporte la médaille de bronze sur 50 m papillon aux Championnats du monde, devancé par le Sud-africain Roland Schoeman et l'Américain Ian Crocker.
L'année suivante, il prend la deuxième place aux Championnats du monde de natation en petit bassin toujours sur 50 m papillon, derrière l'Australien Matthew Welsh. Même résultat en 2008, lors des Championnats du monde de natation en petit bassin, où il échoue face à un autre Australien, Adam Pine.
Aux championnats d'Europe en grand bassin, il remporte le titre sur 50 m papillon en 2004 et 2006. En 2008, il se contente de l'argent, battu par le Serbe Milorad Čavić.
En petit bassin, il prend part au relais ukrainien qui se classe deuxième par deux fois en 2004 et 2005 sur le relais 4 × 50 m quatre nages, à chaque fois battu par le relais allemand.
Sergiy Breus participe aux Jeux olympiques de 2008, au cours desquels il est éliminé en demi-finales sur 100 mètres papillon.
Il a également participé aux Universiades à plusieurs reprises : en 2003, il remporte l'argent sur 50 m papillon, derrière son compatriote Andriy Serdinov ; en 2005, il réalise le double 50 m - 100 m papillon ; en 2007, il remporte l'or sur 50 m papillon et le bronze sur 100 m papillon et sur le relais 4 × 100 m quatre nages.

## Palmarès

### Jeux olympiques
| Épreuve / Édition      | Pékin 2008        |
| 100 mètres papillon    | 13e 52 s 05       |
| 4 × 100 m quatre nages | 15e 3 min 38 s 76 |

### Championnats du monde
| Épreuve / Édition  | Grand bassin   | Grand bassin   |                | Petit bassin    | Petit bassin |
| Épreuve / Édition  | Montréal 2005  | Melbourne 2007 | Shanghai 2006  | Manchester 2008 |              |
| 50 mètres papillon | Bronze 23 s 38 | 5e 23 s 61     | Argent 23 s 06 | Argent 22 s 86  |              |

### Championnats d'Europe
| Épreuve / Édition     | Grand bassin | Grand bassin  | Grand bassin   |                      | Petit bassin         | Petit bassin |
| Épreuve / Édition     | Madrid 2004  | Budapest 2006 | Eindhoven 2008 | Vienne 2004          | Trieste 2005         |              |
| 50 mètres papillon    | Or 24 s 02   | Or 23 s 41    | Argent 23 s 48 |                      |                      |              |
| 4 × 50 m quatre nages |              |               |                | Argent 1 min 34 s 94 | Argent 1 min 34 s 91 |              |

## Records
Sergiy Breus a été détenteur du record d'Europe du 50 m papillon en grand bassin, avec un temps de  23 s 38, du 25 juillet 2005 au 18 mars 2008. En petit bassin, il a également détenu le record d'Europe sur la distance en 22 s 86, du 11 avril 2008 au 28 novembre 2008.

### Records personnels
Ces tableaux détaillent les records personnels de Sergiy Breus en grand et petit bassin au 7 novembre 2011.
| Épreuve             | Temps   | Compétition                | Lieu  | Date       |
| 50 mètres papillon  | 23 s 35 | Championnats du monde 2009 | Rome  | 26/07/2009 |
| 100 mètres papillon | 51 s 82 | Jeux olympiques de 2008    | Pékin | 14/08/2008 |

| Épreuve             | Temps   | Compétition                                | Lieu       | Date       |
| 50 mètres papillon  | 22 s 86 | Championnats du monde en petit bassin 2008 | Manchester | 12/04/2008 |
| 100 mètres papillon | 51 s 97 | Épreuve de la Coupe du monde 2005 - 2006   | Berlin     | 22/01/2006 |